# Acerophagus antennalis
Acerophagus antennalis är en stekelart som beskrevs av Rosen 1969. Acerophagus antennalis ingår i släktet Acerophagus och familjen sköldlussteklar. Inga underarter finns listade i Catalogue of Life.